# مفطورة تناسلية
المفطورة التناسلية (الاسم العلمي: Mycoplasma genitalium) هو نوع من البكتيريا الممراض الصغيرة التي تعيش على الخلايا الظهارية المهدبة (نسيج طلائي) في المسالك البولية والتناسلية في الإنسان. وتأكد وجودها لأول مرة في عام 1981،  وحددت في نهاية المطاف كنوع جديد من الميكوبلازما في عام 1983. ويمكن أن تسبب اعتلال خطير في الرجال والنساء، وهي عامل مساعد في انتقال فيروس نقص المناعة البشرية. و لا يزال الجدل قائما هل هذه البكتيريا مرض منقول جنسيا ام طبيعية لكثير من النساء. على وجه التحديد، فإنها تسبب التهاب الإحليل (التهاب المسالك البولية) في كل من الرجال والنساء، وأيضا التهاب عنق الرحم (التهاب عنق الرحم) ومرض التهاب الحوض لدى النساء. نشر التسلسل الجيني الكامل في عام 1995. في عام 2003، عندما أكتشف العتائق وتسلسل الجينوم، وينظر إليه على أنه وحدة خلوية مع أصغر جينوم مكتشف.
التخليق الجيني للمفطورة التناسلية سميت ب Mycoplasma genitalium JCVI-1.0 (بعد مركز الأبحاث، معهد ج كريغ فنتر حيث تم تصنيعه) حيث تم إنتاجها في عام 2008، ليصبح الكائن الأول مع جينوم اصطناعي. في عام 2014 تم وصف بروتين سمي ببروتين M نسبة إلى Mycoplasma genitalium.
العدوى بالمفطورة تناسلية يبدو شائع إلى حد كبير - وربما تنقل بين الشركاء أثناء الجماع - ويمكن علاجها بالمضادات الحيوية.